# Foshan
Foshan (chineză: 佛山; Pinyin: Fóshān) este un oraș de tip prefectură în centrul provinciei Guangdong, Republica Populară China. Orașul se întinde pe o suprafață de aprox. 3.840 km² și are o populație de 5,4 milioane din care 1,1 milioane locuiesc în zona urbană.